# 1947 w filmie
Wydarzenia filmowe w 1947 roku.

## Wydarzenia
- 13 marca – Ronald Reagan i Gene Kelly przejęli przewodnictwo w Screen Actors Guild Hollywood. Późniejszy prezydent USA, któremu nie udało się zrobić kariery aktorskiej, angażuje się w działalność związkową.
- 3 lipca – Cheryl Crawford, Robert Levis i Elia Kazan otworzyli w Nowym Jorku Actors Studio.

## Premiery

### Filmy polskie
- 8 stycznia – Zakazane piosenki – reż. Leonard Buczkowski
- 25 grudnia – Jasne łany – reż. Eugeniusz Cękalski

#### Nierozpowszechniane
- Nawrócony – reż. Jerzy Zarzycki
- Zdradzieckie serce – reż. Jerzy Zarzycki

### Filmy zagraniczne
- Witaj, przybyszu – reż. Elliott Nugent, wyk. Bing Crosby, Barry Fitzgerald, Joan Caulfield
- Variety Girl – reż. George Marshall, wyk. Mary Hatcher, Olga San Juan, DeForest Kelley
- Droga do Rio – reż. Norman Z. McLeod, wyk. Bing Crosby, Bob Hope, Dorothy Lamour
- Slap Happy Lion – reż. Tex Avery

## Nagrody filmowe
- Oskary
  - Najlepszy film – Dżentelmeńska umowa
  - Najlepszy aktor – Ronald Colman (Podwójne życie)
  - Najlepsza aktorka – Loretta Young (Córka farmera)
  - Wszystkie kategorie: Oskary w roku 1947
- Festiwal w Cannes
  - Złota Palma: nie przyznano

## Urodzili się
- 2 stycznia – Ewa Śnieżanka, polska aktorka i piosenkarka
- 30 stycznia – Małgorzata Braunek, polska aktorka (zm. 2014)
- 2 lutego – Farrah Fawcett, amerykańska aktorka (zm. 2009)
- 20 lutego – Peter Strauss, amerykański aktor
- 24 lutego – Edward James Olmos, amerykański aktor
- 4 marca – David Franzoni, amerykański scenarzysta i producent filmowy
- 6 marca – Rob Reiner, amerykański aktor, reżyser i producent filmowy
- 19 marca – Glenn Close, amerykańska aktorka
- 10 kwietnia – Ewa Dałkowska, polska aktorka (zm. 2025)
- 15 kwietnia – Lois Chiles, amerykańska aktorka
- 18 kwietnia:
  - Jerzy Stuhr, polski aktor i reżyser (zm. 2024)
  - James Woods, amerykański aktor
- 29 kwietnia – Stanisława Celińska, polska aktorka
- 1 maja – Grażyna Barszczewska, polska aktorka
- 21 maja – Leszek Teleszyński, polski aktor
- 16 czerwca – Małgorzata Niemirska, polska aktorka
- 23 czerwca – Bryan Brown, australijski aktor
- 24 czerwca – Peter Weller, amerykański aktor
- 2 lipca – Karol Strasburger, polski aktor
- 30 lipca – Arnold Schwarzenegger, kulturysta i aktor
- 5 sierpnia – Marian Dziędziel, polski aktor
- 25 sierpnia – Anne Archer, amerykańska aktorka
- 27 sierpnia – Barbara Bach, aktorka, żona Ringo Starra
- 31 sierpnia – Grzegorz Warchoł, polski aktor
- 14 września – Sam Neill, nowozelandzki aktor
- 24 października – Kevin Kline, amerykański aktor
- 29 października – Richard Dreyfuss, amerykański aktor
- 7 listopada – Ron Leavitt, amerykański scenarzysta i producent filmowy (zm. 2008)
- 13 listopada – Joe Mantegna, amerykański aktor
- 16 grudnia:
  - Ben Cross, angielski aktor, reżyser, scenarzysta, piosenkarz (zm. 2020)
  - Anna Nehrebecka, polska aktorka

## Zmarli
- 9 stycznia – Herman Bing, niemiecki komik
- 1 lutego – Stanisław Grolicki, polski aktor
- 10 maja – Juliusz Osterwa, polski aktor i reżyser